# جلیل زیدان
جلیل زیدان (انگلیسی: Jalil Zaidan Agool؛ زادهٔ) یک بازیکن فوتبال است.
از باشگاه‌هایی که در آن بازی کرده‌است می‌توان به نیروی هوایی عراق و تیم ملی فوتبال عراق اشاره کرد.
وی همچنین در تیم ملی فوتبال تیم ملی فوتبال عراق بازی کرده‌است.